# کلاینزندلباخ
کلاینزندلباخ (به آلمانی: Kleinsendelbach) یک شهر در آلمان است که در فورشایم واقع شده‌است. کلاینزندلباخ ۱٬۵۴۰ نفر جمعیت دارد.